# Д’Юзес, Анна
Герцогиня Анна д’Юзе́с, урождённая Мари́ Адрие́нн Анн Виктюрнье́нн Клеманти́н де Рошшуа́р де Мортема́р (фр. Marie Adrienne Anne Victurnienne Clémentine de Rochechouart de Mortemart; 1847, Париж — 1933, Данпьер-ан-Ивелин) — французская аристократка, политическая деятельница, писатель и скульптор; первая женщина во Франции, получившая права на управление автомобилем (1899). Также была известна своим участием в феминистских и благотворительных организациях.

## Биография

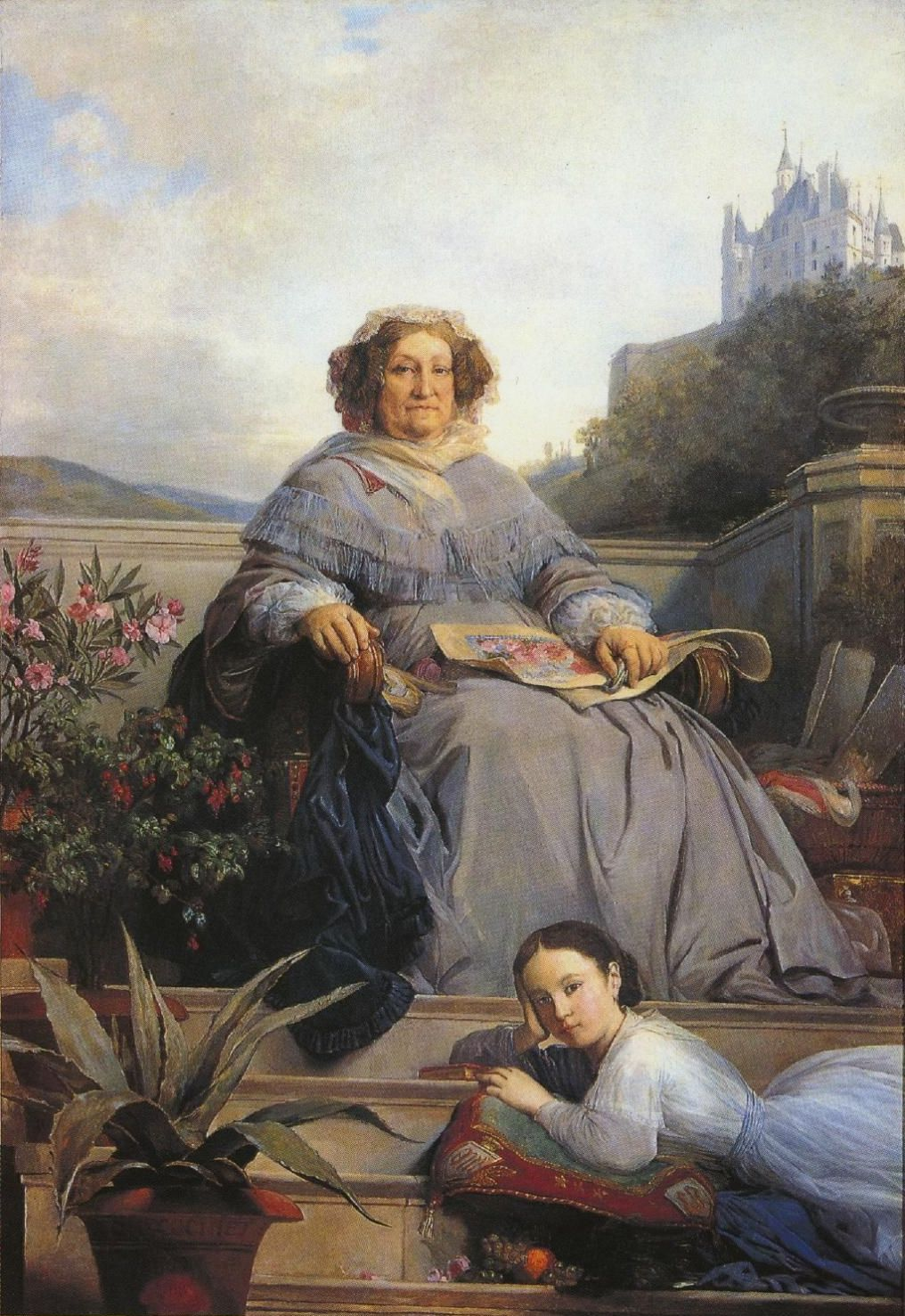
Портрет Николь Клико с правнучкой Анной д’Юзес работы Леона Конье

Родилась 10 февраля 1847 года в Париже. Дочь Луи де Рошешуара, графа де Мортемара (1809—1873) и Мари-Клементины де Шевинье (1818—1877). От родителей унаследовала большое состояние, созданное винным домом «Вдова Клико», владелица замка в городе Бурсо, который ей достался тоже по наследству от прабабушки Николь Клико.
10 мая 1867 года Анна вышла замуж за Эмманюэля де Крюссоля д'Юсез (1840—1878) — 12-го герцога д’Юзес — роялиста, бывшего при Наполеоне III членом законодательного корпуса, при республике — национального собрания; овдовела в 1878 году. Герцогиня д’Юзес оставшись верной политическим убеждениям своего мужа, поддерживала своим состоянием партию легитимистов. Когда началась агитация, связанная с именем Буланже (1837—1891), герцогиня д’Юзес, убеждённая, что буланжизм приведёт к легитимизму, пожертвовала 3 миллиона франков в кассу буланжистов и старалась сплотить легитимистов вокруг знамени Буланже. Она убедила принца Филиппа графа Парижского (1838—1894) в поддержки Буланже, надеясь на восстановление монархии. Несмотря на это, дружила с анархисткой Луизой Мишель.

### Общественная деятельность
Была активным участником различных парижских обществ и благотворительных организаций. Также занималась феминистской и суфражистской деятельностью. Когда в январе 1893 года французская феминистка Жанна Шмаль основала ассоциацию Аван-Курьер, Анна д’Юзес с писательницей Жюльеттой Адам тоже присоединились к ней. Герцогиня д’Юзес была президентом Национальной лиги поддержки сельскохозяйственной отрасли (фр. Ligue nationale pour le relèvement des industries rurales at agricoles), основала школу по уходу за детьми. Во время Первой мировой войны она разрешила использовать свой замок в городе Боннель для хирургического госпиталя. В это время, находясь в уже преклонном возрасте, она сдала экзамены чтобы стать медсестрой и лично принимала участие в уходе за ранеными.

### Увлечения

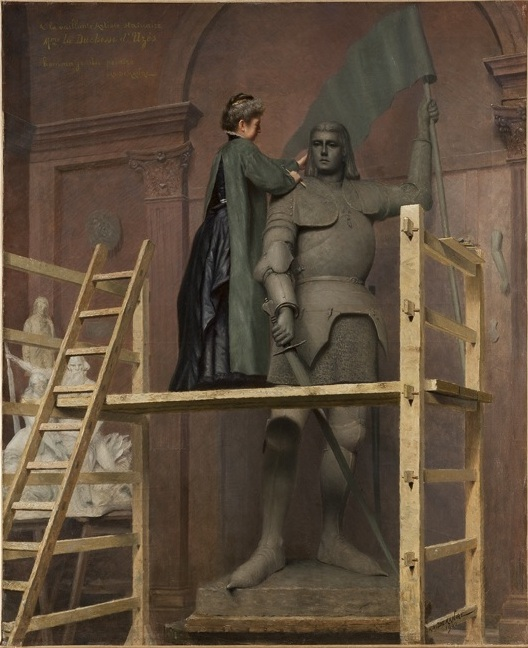
Работа над скульптурой Жанны д’Арк

Герцогиня д’Юзес увлекалась спортивной охотой, за что была исключена из общества защиты животных. Она была одним из первых клиентов Эмиля Делайе, пионера французского автомобилестроения. В 1898 году она стала первой женщиной во Франции, получившей водительскую лицензию, а в 1899 году — первой француженкой, получившей водительское удостоверение[уточнить]. Кроме этого, она была президентом-основателем Автомобильного женского клуба (фр. l'Automobile-Club féminin), а также президентом Дамского аэроклуба.
Герцогиня писала стихи, пьесы, романы и рассказы; рисовала и лепила, используя псевдоним «Manuela». Её художественные работы выставлялись Обществом французских художников; в 1887 году она получила поощрительную премию Парижского салона. Анна д’Юзес стала председателем Союза женщин-художников, была также президентом женского лицея Lycéum-Club de France. Была другом скульптора Александра Фальгьера, у которого брала уроки. Она создала скульптуры Эмиля Ожье, Николя Жильбера, Жанны д’Арк, святого Губерта и другие.
В 1900 году художник Адольф Деманж (1857—1928) посвятил одну из своих картин монументальной глиняной работе Анны д’Юзес у — статуи Жанны д’Арк в студии скульптора Фальгьера, сделав на ней памятную надпись. Скульптура стала моделью для чугунно-бронзовой статуи, который находилась на Дворцовой площади Меэн-сюр-Йевра до 1944 года, пока не была разрушена немцами.
Умерла герцогиня Анна д’Юзес 3 февраля 1933 года в городе Дампьен-ан-Ивелин. Имела награды Франции.

### Дети
Дети Анны д’Юзес:
1. Жак-Мари Жеро (1868—1893) — 13-й герцог д’Юзес, умер во время научного путешествия по Африке, в Кабинде. Мать опубликовала его записки в книге «Путешествие моего сына в Конго» (Le voyage de mon fils au Congo; Париж, 1894)[3].
2. Симона Луиза Лаура (род. 7.1.1870).
3. Луи Эммануаль (род. 15.9.1871) — 14-й герцог д’Юзес
4. Матильд Рене (род. 4.3.1875).

Замки герцогини д’Юзес
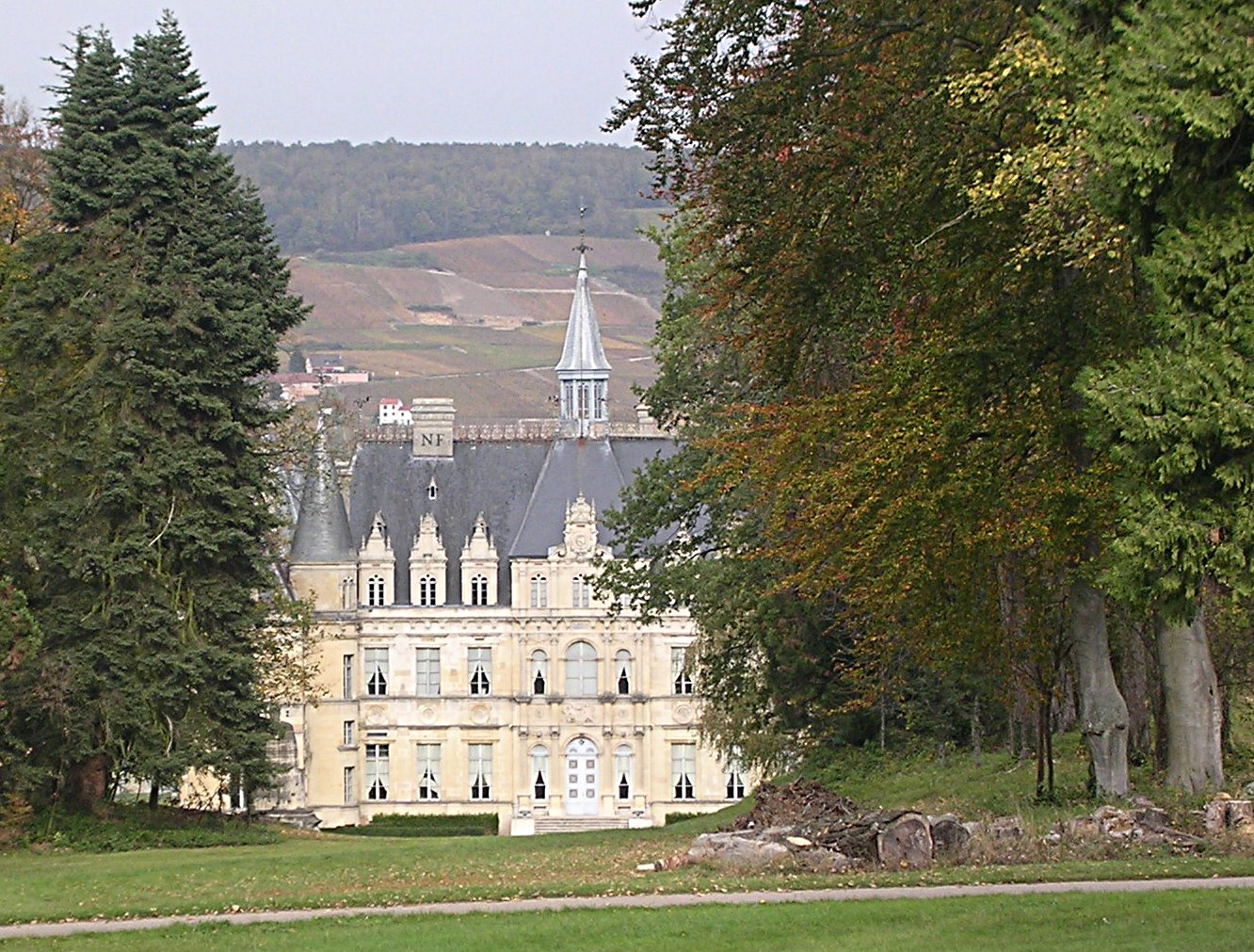
Замок Бурсо
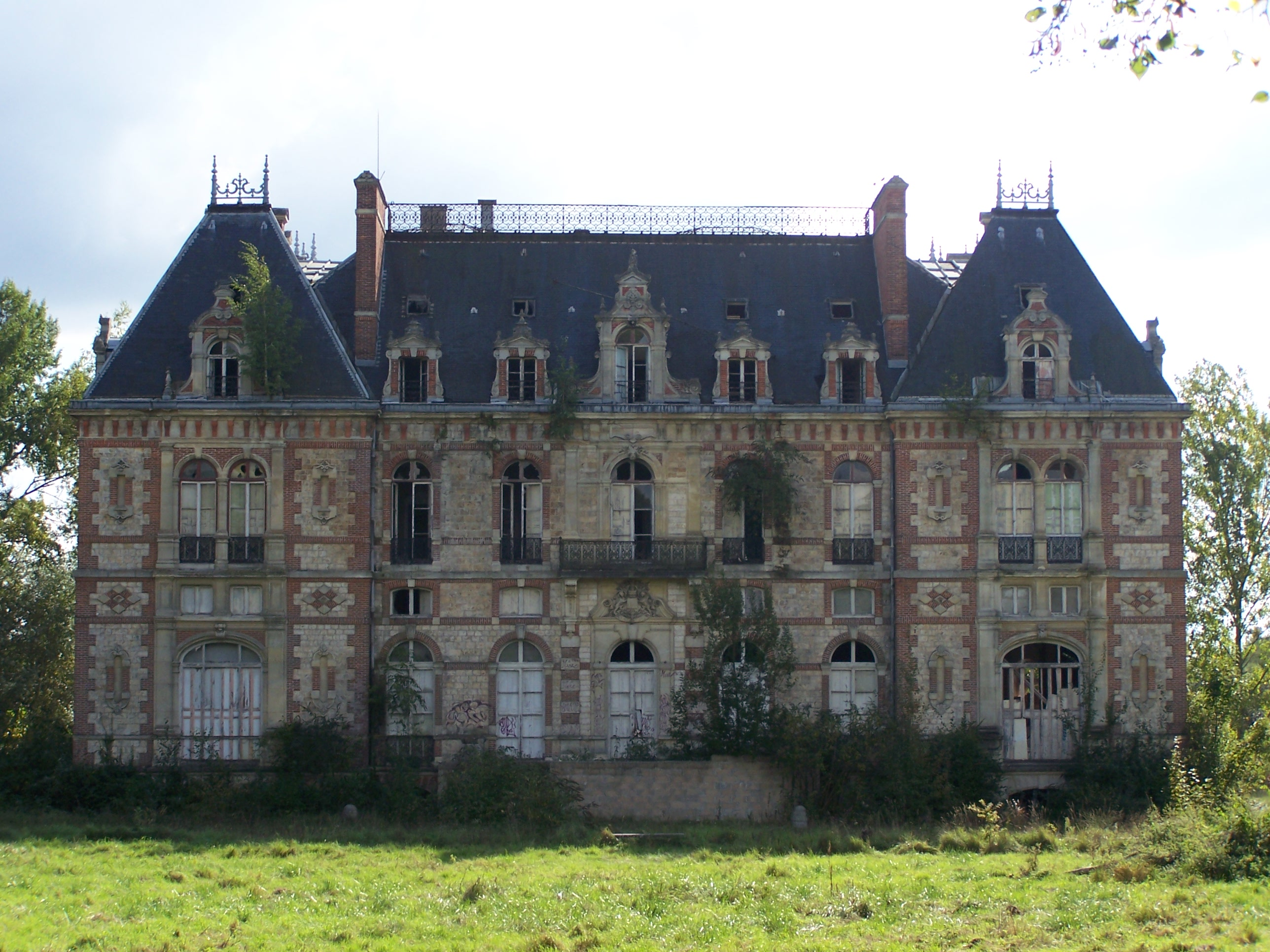
Замок Боннель